# Liste der Stolpersteine in Schönebeck (Elbe)
Die Liste der Stolpersteine in Schönebeck (Elbe) enthält alle Stolpersteine, die im Rahmen des gleichnamigen Kunst-Projekts von Gunter Demnig in Schönebeck (Elbe) verlegt wurden. Mit ihnen soll Opfern des Nationalsozialismus gedacht werden, die in Schönebeck lebten und wirkten. Zwischen 2011 und 2014 wurden insgesamt 79 Steine an 21 Adressen verlegt.

## Verlegungen
- 16. März 2011: 21 Steine an fünf Adressen
- 25. April 2012: 26 Steine an sieben Adressen
- 6. Mai 2013: 16 Steine an vier Adressen
- 23. April 2014: 16 Steine an fünf Adressen

## Liste der Stolpersteine
| Adresse                        | Datum der Verlegung | Person | Inschrift | Bild                                                                         | Bild des Hauses             |
| ------------------------------ | ------------------- | --- | --- | ---------------------------------------------------------------------------- | --------------------------- |
| Ahornstraße 9 ·                | 16. März 2011       | Hugo Hirsch (?–1950) Geburtsort und -datum von Hugo Hirsch sind unbekannt. Er wurde 1942 ins KZ Buchenwald deportiert und 1945 befreit. Er war der einzige Jude, der nach Kriegsende nach Schönebeck zurückkehrte. Er starb dort 1950. | Hier wohnte HUGO HIRSCH Jg. unbekannt verhaftet 1942 Buchenwald befreit/überlebt                                        |                                                                              |                             |
| Bahnhofstraße 4 ·              | 6. Mai 2013         | Hans-Günther Jeruchem verh. Jensen (1920–2004) Hans-Günther Jeruchem wurde in Unruhstadt geboren. Nach seiner Heirat nahm er den Nachnamen seiner Frau an und hieß dann Hans Jensen. 1939 floh er mit seiner Familie nach Australien. Dort starb er 2004 in Sydney. | Hier wohnte HANS JERUCHUM Jg. 1920 Flucht 1939 Indien überlebt                                                          |                                                                              |                             |
| Bahnhofstraße 4 ·              | 6. Mai 2013         | Margarete Jeruchem geb. Petzall (?–?) Geburtsort und -datum von Margarete Jeruchem sind unbekannt. 1939 floh sie mit ihrer Familie nach Australien. Dort starb sie 1990 in Sydney | Hier wohnte MARGARETE JERUCHUM geb. Petzall Flucht 1939 Indien überlebt                                                 |                                                                              |                             |
| Bahnhofstraße 4 ·              | 6. Mai 2013         | Max Jeruchem (1890–1965) Max Jeruchum stammte aus Lobsens und praktizierte in Schönebeck als Arzt. 1939 floh er mit seiner Familie nach Australien. Dort starb er 1965 in Sydney. | Hier wohnte Dr. MAX JERUCHUM Flucht 1939 Indien überlebt                                                                |                                                                              |                             |
| Bahnhofstraße 4 ·              | 6. Mai 2013         | Ursula Jeruchem verh Jensen (1922–2020) Ursula Jeruchem floh 1939 mit ihrer Familie nach Australien. Dort starb sie 2020 in Sydney. | Hier wohnte URSULA JERUCHUM Jg. 1922 Flucht 1939 Indien überlebt                                                        |                                                                              |                             |
| Bahnhofstraße 4 ·              | 6. Mai 2013         | Albrecht Anton Wilmersdörfer (1899–?) Albrecht Anton Wilmersdörfer stammte aus Bayreuth und praktizierte in Schönebeck als Arzt. Nach dem frühen Tod seiner ersten Frau Tina heiratete er 1930 ein zweites Mal. Mit seiner zweiten Frau Anna und dem Sohn aus erster Ehe floh er 1936 nach Palästina. | Hier wohnte DR. ALBRECHT WILMERSDÖRFER Jg. 1899 Flucht 1936 Palästina überlebt                                          |                                                                              |                             |
| Bahnhofstraße 4 ·              | 6. Mai 2013         | Anna Wilmersdörfer geb. Stein (1905–?) Anna Wilmersdörfer floh 1936 nach Palästina. | Hier wohnte ANNA WILMERSDÖRFER geb. Stein Jg. 1905 Flucht 1936 Palästina überlebt                                       |                                                                              |                             |
| Bahnhofstraße 4 ·              | 6. Mai 2013         | Michael Wilmersdörfer (1928–?) Michael Wilmersdörfer floh 1936 nach Palästina. | Hier wohnte MICHAEL WILMERSDÖRFER Jg. 1928 Flucht 1936 Palästina überlebt                                               |                                                                              |                             |
| Bahnhofstraße 6 ·              | 6. Mai 2013         | Adolf Schloss (1860–1944) Adolf Schloss wurde in Friedberg geboren. Er wurde 1943 deportiert und am 10. Februar 1944 im Ghetto Theresienstadt ermordet. | Hier wohnte ADOLF SCHLOSS Jg. 1860 deportiert 1943 Theresienstadt ermordet 10.2.1944                                    |                                                                              |                             |
| Bahnhofstraße 6 ·              | 6. Mai 2013         | Elisabeth Schloss geb. Lange (?–1944) Geburtsort und -datum von Elisabeth Schloss sind unbekannt. Sie wurde 1943 deportiert und am 10. Februar 1944 im Ghetto Theresienstadt ermordet. | Hier wohnte ELISABETH SCHLOSS geb. Lange deportiert 1943 Theresienstadt ermordet 10.2.1944                              |                                                                              |                             |
| Bahnhofstraße 21 ·             | 23. Apr. 2014       | Gustav Löwenstein (?–1942) Gustav Löwenstein betrieb in Schönebeck ein Schuhgeschäft. 1938 wurde er zeitweise im KZ Buchenwald interniert. Zuletzt teilte er sich eine Wohnung mit seiner Frau, seiner Tochter, seinem Schwiegersohn und seiner Enkelin. 1942 wurde er nach Auschwitz deportiert und dort ermordet. Sein genaues Todesdatum ist unbekannt. | Hier wohnte GUSTAV LÖWENSTEIN Jg. 1866 ‘Schutzhaft’ 1938 Buchenwald deportiert 1942 ermordet in Auschwitz               |                                                                              | Bahnhofstraße 21            |
| Bahnhofstraße 21 ·             | 23. Apr. 2014       | Mathilde Löwenstein geb. Holländer (?–1942) Geburtsort und -datum von Mathilde Löwenstein sind unbekannt. 1942 wurde sie nach Auschwitz deportiert und dort ermordet. Ihr genaues Todesdatum ist unbekannt. | Hier wohnte MATHILDE LÖWENSTEIN geb. Holländer deportiert 1942 ermordet in Auschwitz                                    |                                                                              | Bahnhofstraße 21            |
| Bahnhofstraße 21 ·             | 23. Apr. 2014       | Helene Weile geb. Löwenstein (1890–1943) Helene Weile wurde in Schönebeck geboren. 1943 wurde sie nach Auschwitz deportiert und dort am 26. Februar 1943 ermordet. | Hier wohnte HELENE WEILE geb. Löwenstein Jg. 1890 deportiert 1943 ermordet in Auschwitz                                 |                                                                              | Bahnhofstraße 21            |
| Bahnhofstraße 21 ·             | 23. Apr. 2014       | Ruth Marion Weile (1928–1942) Ruth Weile wurde in Magdeburg geboren. Sie emigrierte am 12. Dezember 1938 in die Niederlande. Nach der deutschen Besetzung wurde sie aber 1942 oder 1943 nach Auschwitz deportiert und dort am 10. September 1943 ermordet. | Hier wohnte RUTH WEILE Jg. 1928 deportiert 1942 ermordet in Auschwitz                                                   |                                                                              | Bahnhofstraße 21            |
| Bahnhofstraße 21 ·             | 23. Apr. 2014       | Sally Weile (1886–1943) Sally Weile stammte aus Schlochau und arbeitete in Schönebeck als Kaufmann. 1938 wurde er zeitweise im KZ Buchenwald interniert. 1943 wurde er nach Auschwitz deportiert und dort am 26. Februar 1943 ermordet. | Hier wohnte SALLY WEILE Jg. 1886 ‘Schuthaft’ 1938 Buchenwald deportiert 1943 ermordet in Auschwitz                      |                                                                              | Bahnhofstraße 21            |
| Bahnhofstraße 24 ·             | 23. Apr. 2014       | Heinz Lewin (1921–?) Heinz Lewin konnte 1937 in die Vereinigten Staaten emigrieren. | Hier wohnte HEINZ LEWIN Jg. 1921 Flucht 1937 USA                                                                        |                                                                              |                             |
| Bahnhofstraße 24 ·             | 23. Apr. 2014       | Else Lewin (1878–1943) Else Cohn wurde 1878 in Woldenberg Nm. geboren. Sie war mit Michael Lewin verheiratet. Das Paar hatte einen Sohn und eine Tochter. 1942 wurde sie ins Ghetto Theresienstadt deportiert, wo sie 1943 ermordet wurde. | Hier wohnte HILDE LEWIN deportiert 1942 Theresienstadt ermordet 1943                                                    |                                                                              |                             |
| Bahnhofstraße 24 ·             | 23. Apr. 2014       | Hilde Lewin (1920–?) Hilde Lewin konnte 1937 in die Vereinigten Staaten emigrieren. | Hier wohnte HILDE LEWIN Jg. 1920 Flucht 1937 USA                                                                        |                                                                              |                             |
| Bahnhofstraße 24 ·             | 23. Apr. 2014       | Michael Lewin (1867–1943) Michael Lewin stammte aus Grätz und betrieb in Schönebeck ein Textilgeschäft. Am 2. Dezember 1942 wurde er über Magdeburg ins Ghetto Theresienstadt deportiert, wo er am 18. September 1943 den Tod fand. | Hier wohnte MICHAEL LEWIN Jg. 1887 deportiert 1942 Theresienstadt ermordet 18.9.1943                                    |                                                                              |                             |
| Bahnhofstraße 32 ·             | 23. Apr. 2014       | Benjamin Bertold Mannes (1901–1942) Bertold Mannes stammte aus Leopoldshall und arbeitete in Schönebeck als Ankäufer bei der Firma Marcus & Co. Er hatte Karten für eine Übersiedelung nach Shanghai erworben, verkaufte diese jedoch an Otto Waldbaum (Salzer Straße 8). Eine spätere Fluchtmöglichkeit bot sich ihm nicht mehr. 1938 war er zeitweise im KZ Buchenwald interniert. Am 14. April 1942 wurde er über Magdeburg zunächst ins Ghetto Warschau und im Juni 1942 weiter nach Treblinka deportiert, wo er ermordet wurde. | Hier wohnte BERTOLD MANNES Jg. 1901 ‘Schuthaft’ 1938 Buchenwald deportiert 1942 Ghetto Warschau 1942 Treblinka ermordet |                                                                              |                             |
| Bahnhofstraße 32 ·             | 23. Apr. 2014       | Gertrude (Rosa Gertrud) Mannes geb. Mendels (1904–1942) Gertrude Mannes stammte aus Hannover. Am 14. April 1942 wurde sie über Magdeburg zunächst ins Ghetto Warschau und im Juni 1942 weiter nach Treblinka deportiert, wo sie ermordet wurde. | Hier wohnte GERTRUDE MANNES geb. Mendels Jg. 1904 deportiert 1942 ermordet in Treblinka                                 |                                                                              |                             |
| Calbesche Straße 54 ·          | 23. Apr. 2014       | Christa Lederer (1939–?) Christa Lederer überlebte den Zweiten Weltkrieg zusammen mit ihrem Bruder in einem Versteck. | Hier wohnte CHRISTA LEDERER Jg. 1939 versteckt gelebt überlebt                                                          |                                                                              |                             |
| Calbesche Straße 54 ·          | 23. Apr. 2014       | Frieda Lederer geb. Berg (1908–?) Frieda Lederer wurde 1943 ins KZ Bergen-Belsen deportiert und überlebte ihre Gefangenschaft. | Hier wohnte FRIEDA LEDERER geb. Berg Jg. 1908 deportiert 1943 Bergen-Belsen befreit/überlebt                            |                                                                              |                             |
| Calbesche Straße 54 ·          | 23. Apr. 2014       | Leo Lederer (1908–1943) Leo Lederer wurde 1941 nach Auschwitz deportiert, wo er 1943 ermordet wurde. | Hier wohnte LEO LEDERER Jg. 1908 deportiert 1941 ermordet 1943 Auschwitz                                                |                                                                              |                             |
| Calbesche Straße 54 ·          | 23. Apr. 2014       | Peter Lederer (1942–?) Peter Lederer überlebte den Zweiten Weltkrieg zusammen mit seiner Schwester in einem Versteck. | Hier wohnte PETER LEDERER Jg. 1942 versteckt gelebt überlebt                                                            |                                                                              |                             |
| Dr.-Tolberg-Straße 4a ·        | 16. März 2011       | Martin Happ (1886–?) Martin Happ stammte aus Pleschen und arbeitete in Schönebeck als Rechtsanwalt. Später zog er nach Berlin. Am 4. März 1943 wurde er von dort aus nach Auschwitz deportiert und ermordet. Sein genaues Todesdatum ist unbekannt. | Hier wohnte DR. MARTIN HAPP Jg. 1896 deportiert 1943 ermordet in Auschwitz                                              |                                                                              |                             |
| Dr.-Tolberg-Straße 4a ·        | 16. März 2011       | Sophie Happ geb. Bach (1892–?) Sophie Happ wohnte zunächst mit ihrem Mann in Schönebeck und zog mit ihm später nach Berlin. Am 4. März 1943 wurde sie von dort aus nach Auschwitz deportiert und ermordet. Ihr genaues Todesdatum ist unbekannt. | Hier wohnte SOPHIE HAPP geb. Bach Jg. 1892 deportiert 1943 ermordet in Auschwitz                                        |                                                                              |                             |
| Dr.-Tolberg-Straße 4a ·        | 16. März 2011       | Wera Happ (1926–1936) Wera Happ konnte 1934 nach Italien emigrieren. Dort starb sie 1936. | Hier wohnte WERA HAPP Jg. 1926 Flucht 1934 Italien tot 1936                                                             |                                                                              |                             |
| Dr.-Tolberg-Straße 4a ·        | 16. März 2011       | Wolfgang Happ (1919–?) Wolfgang Happ konnte 1934 in die Vereinigten Staaten emigrieren. | Hier wohnte WOLFGANG HAPP Jg. 1919 Flucht 1934 USA überlebt                                                             |                                                                              |                             |
| Elbstraße 19 ·                 | 6. Mai 2013         | Adolf Bary (1922–?) Adolf Bary floh mit seiner Familie zunächst in die Tschechoslowakei und später nach Frankreich. Er überlebte den Krieg. | Hier wohnte ADOLF BARY Jg. 1922 Flucht 1942 Tschechoslowakei Frankreich versteckt/überlebt                              |                                                                              |                             |
| Elbstraße 19 ·                 | 6. Mai 2013         | Charlotte Bary geb. Eichbaum (?–1945) Geburtsort und -datum von Charlotte Bary sind unbekannt. Sie floh mit ihrer Familie zunächst in die Tschechoslowakei und später nach Frankreich. Dort starb sie 1945 in Paris. | Hier wohnte CHARLOTTE BARY geb. Eichenbaum Jg. 1896 Flucht 1942 Tschechoslowakei Frankreich tot 1945 Paris              |                                                                              |                             |
| Elbstraße 19 ·                 | 6. Mai 2013         | Simon Bary (1874–1944) Simon Bary stammte aus Brody. Er floh mit seiner Familie im Februar 1939 zunächst in die Tschechoslowakei und später nach Frankreich. Dort wurde er verhaftet und am 20. September 1942 ins Ghetto Theresienstadt deportiert. Am 28. Oktober 1944 wurde nach Auschwitz verbracht und dort ermordet. | Hier wohnte SIMON BARY Jg. 1874 deportiert 1942 Theresienstadt ermordet 28.10.1944                                      |                                                                              |                             |
| Geschwister-Scholl-Straße 27 · | 25. Apr. 2012       | Julius Katz (1879–?) Julius Katz emigrierte 1937 in die Vereinigten Staaten. | Hier wohnte JULIUS KATZ Jg. 1879 Flucht 1937 USA überlebt                                                               |                                                                              |                             |
| Geschwister-Scholl-Straße 27 · | 25. Apr. 2012       | Selma Katz geb. Grünbaum (1880–?) Selma Katz emigrierte 1937 in die Vereinigten Staaten. | Hier wohnte SELMA KATZ geb. Grünbaum Jg. 1880 Flucht 1937 USA überlebt                                                  |                                                                              |                             |
| Kirchstraße 2 ·                | 16. März 2011       | Georg Margoniner (1890–?) Georg Margoniner stammte aus Bublitz. Im Zuge der Novemberpogrome 1938 wurde er vorübergehend im KZ Buchenwald interniert. Von Berlin aus wurde er am 26. Februar 1943 gemeinsam mit seinen Töchtern nach Auschwitz deportiert, wo er ermordet wurde. Sein genaues Todesdatum ist unbekannt. | Hier wohnte GEORG MARGONINER Jg. 1890 deportiert 1943 ermordet in Auschwitz                                             |                                                                              | Kirchstraße 2 (Hintergrund) |
| Kirchstraße 2 ·                | 16. März 2011       | Hedwig Margoniner geb. Kohls (1898–?) Hedwig Kohls stammte aus Baldenburg. Aus ihrer Ehe mit Georg Margoniner gingen zwei Töchter hervor. Am 19. September 1942 wurde sie ins KZ Ravensbrück und von dort offenbar weiter nach Auschwitz deportiert, wo sie ermordet wurde. Ihr genaues Todesdatum ist unbekannt. | Hier wohnte HEDWIG MARGONINER geb. Kohls Jg. 1898 deportiert 1942 ermordet in Auschwitz                                 |                                                                              | Kirchstraße 2 (Hintergrund) |
| Kirchstraße 2 ·                | 16. März 2011       | Margot Margoniner (1925–?) Margot Margoniner wurde in Bublitz geboren. Von Berlin aus wurde sie am 26. Februar 1943 gemeinsam mit ihrem Vater und ihrer Schwester nach Auschwitz deportiert, wo sie ermordet wurde. Ihr genaues Todesdatum ist unbekannt. | Hier wohnte MARGOT MARGONINER Jg. 1925 deportiert 1943 ermordet in Auschwitz                                            |                                                                              | Kirchstraße 2 (Hintergrund) |
| Kirchstraße 2 ·                | 16. März 2011       | Ruth Margoniner (1926–?) Ruth Margoniner wurde in Baldenburg geboren. Von Berlin aus wurde sie am 26. Februar 1943 gemeinsam mit ihrem Vater und ihrer Schwester nach Auschwitz deportiert, wo sie ermordet wurde. Ihr genaues Todesdatum ist unbekannt. | Hier wohnte RUTH MARGONINER Jg. 1926 deportiert 1943 ermordet in Auschwitz                                              |                                                                              | Kirchstraße 2 (Hintergrund) |
| Kirchstraße 2 ·                | 16. März 2011       | Bertha Sachs (1893–?) Bertha Sachs wurde in Groß Salze geboren. Am 14. April 1942 wurde sie ins Ghetto Warschau und später offenbar weiter nach Auschwitz deportiert, wo sie ermordet wurde. Ihr genaues Todesdatum ist unbekannt. | Hier wohnte BERTHA SACHS Jg. 1893 deportiert 1942 ermordet in Auschwitz                                                 |                                                                              | Kirchstraße 2 (Hintergrund) |
| Kirchstraße 2 ·                | 16. März 2011       | Hedwig Sachs (1866–?) Hedwig Sachs wurde in Themar geboren. Am 2. Dezember 1942 wurde sie von Magdeburg aus ins Ghetto Theresienstadt deportiert, wo sie am 9. Januar 1943 den Tod fand. | Hier wohnte HEDWIG SACHS Jg. 1866 deportiert 1942 ermordet in Theresienstadt                                            |                                                                              | Kirchstraße 2 (Hintergrund) |
| Lessingstraße 13 ·             | 16. März 2011       | Martha Altmann geb. Marcus (1892–?) Marta Altmann konnte 1939 ins Vereinigte Königreich emigrieren. | Hier wohnte MARTHA ALTMANN geb. Marcus Jg. 1892 Flucht 1939 England überlebt                                            |                                                                              |                             |
| Lessingstraße 13 ·             | 16. März 2011       | Georg Marcus (1886–1942) Georg Marcus stammte aus Zerbst und war Mitinhaber der Firma Marcus & Co. 1941 wurde er deportiert. Bei einer weiteren Deportation 1942 nahm er sich auf dem Transport selbst das Leben. | Hier wohnte GEORG MARCUS Jg. 1886 deportiert 1941 Riga auf einem Transport Flucht in den Tod 1942                       |                                                                              |                             |
| Lessingstraße 13 ·             | 16. März 2011       | Minna Marcus geb. Faller (1886–1942) Minna Marcus stammte aus Berlin, zog dann nach Schönebeck und später wieder in ihre Geburtsstadt. Von dort aus wurde sie am 25. Januar 1942 ins Ghetto Riga deportiert und wohl noch im gleichen Jahr ermordet. Ihr genaues Todesdatum ist unbekannt. | Hier wohnte MINNA MARCUS geb. Faller Jg. 1886 deportiert 1941 ermordet 1942 in Riga                                     |                                                                              |                             |
| Lessingstraße 13 ·             | 16. März 2011       | Lucy Schilling geb. Marcus (1890–ca. 1941) Lucy Schilling wurde in Zerbst geboren, zog dann nach Schönebeck und zuletzt nach Hamburg. Von dort wurde sie am 25. Oktober 1941 ins Ghetto Litzmannstadt und später wohl nach Auschwitz deportiert, wo sie ermordet wurde. Ihr genaues Todesdatum ist unbekannt. | Hier wohnte LUCY SCHILLING geb. Marcus Jg. 1890 deportiert 1941 ermordet 1941 in Auschwitz                              |                                                                              |                             |
| Markt 19 ·                     | 6. Mai 2013         | Eva Schlesinger (1921–2007) Eva Schlesinger konnte 1936 mit ihren Eltern nach Südafrika emigrieren. (Angaben auf dem Stolperstein fehlerhaft) | Hier wohnte EVA SCHLESINGER Jg. 1921 Flucht 1936 Schweiz 1937 Südafrika überlebt                                        |                                                                              |                             |
| Markt 19 ·                     | 6. Mai 2013         | Kurt Schlesinger (1920–2005) Kurt Schlesinger konnte 1936 nach Südafrika emigrieren. (Angaben auf dem Stolperstein fehlerhaft) | Hier wohnte KURT SCHLESINGER Jg. 1920 Flucht 1936 Schweiz 1937 Südafrika überlebt                                       |                                                                              |                             |
| Markt 19 ·                     | 6. Mai 2013         | Lucie Schlesinger geb. Isaac (1894–1975) Lucie Schlesinger konnte 1935 nach Palästina und 1936 weiter nach Südafrika emigrieren. (Angaben auf dem Stolperstein fehlerhaft) | Hier wohnte LUCIE SCHLESINGER geb. Gongala Jg. 1887 deportiert 1942 ermordet in Auschwitz                               |                                                                              |                             |
| Markt 19 ·                     | 6. Mai 2013         | Max Schlesinger (1884–1954) Max Schlesinger betrieb in Schönebeck ein Kaufhaus. Er konnte 1935 nach Palästina und 1936 weiter nach Südafrika emigrieren. (Angaben auf dem Stolperstein fehlerhaft) | Hier wohnte MAX SCHLESINGER Jg. 1884 Flucht 1936 Schweiz 1937 Südafrika überlebt                                        |                                                                              |                             |
| Pfännerstraße 44 ·             | 16. März 2011       | Edgar Lewin (1937–?) Edgar Lewin konnte 1939 nach Australien emigrieren. | Hier wohnte EDGAR LEWIN Jg. 1937 Flucht 1939 Australien überlebt                                                        |                                                                              |                             |
| Pfännerstraße 44 ·             | 16. März 2011       | Fridel Lewin (1905–?) Fridel Lewin konnte 1939 nach Australien emigrieren. | Hier wohnte FRIDEL LEWIN Jg. 1905 Flucht 1939 Australien überlebt                                                       |                                                                              |                             |
| Pfännerstraße 44 ·             | 16. März 2011       | Hans Lewin (1898–?) Hans Lewin konnte 1939 nach Australien emigrieren. | Hier wohnte HANS LEWIN Jg. 1898 Flucht 1939 Australien überlebt                                                         |                                                                              |                             |
| Pfännerstraße 44 ·             | 16. März 2011       | Inge Ruth Lewin (1930–?) Inge Ruth Lewin konnte 1939 nach Australien emigrieren. | Hier wohnte INGE RUTH LEWIN Jg. 1930 Flucht 1939 Australien überlebt                                                    |                                                                              |                             |
| Pfännerstraße 44 ·             | 16. März 2011       | Herbert Lubranschik (1902–?) Herbert Lubranschik konnte 1934 nach Palästina emigrieren. | Hier wohnte HERBERT LUBRANSCHIK Jg. 1902 Flucht 1934 Palästina überlebt                                                 |                                                                              |                             |
| Pfännerstraße 44 ·             | 16. März 2011       | Paula Lubranschik (1877–?) Paula Lubranschik konnte 1939 nach Australien emigrieren. | Hier wohnte PAULA LUBRANSCHIK Jg. 1877 Flucht 1939 Australien überlebt                                                  |                                                                              |                             |
| Republikstraße 43 ·            | 25. Apr. 2012       | Jenny Emanuel geb. Schiff (1881–1942) Jenny Emanuel war verwitwet und hatte zwei Söhne. Sie wurde 1942 deportiert und in Auschwitz ermordet. | Hier wohnte JENNY EMANUEL geb. Schiff Jg. 1881 deportiert 1942 ermordet in Auschwitz                                    |                                                                              |                             |
| Republikstraße 43 ·            | 25. Apr. 2012       | Hanna Zamory (1897–1943) Hanna Zamory stammte aus Schönebeck und war verwitwet. Wahrscheinlich am 13. Juli 1942 wurde sie nach Auschwitz deportiert und dort im folgenden Jahr ermordet. Ihr genaues Todesdatum ist unbekannt. | Hier wohnte HANNA ZAMORY Jg. 1897 deportiert 1942 Auschwitz ermordet 1943                                               |                                                                              |                             |
| Republikstraße 43 ·            | 25. Apr. 2012       | Hedwig Zamory geb. Heldt (1869–1943) Hedwig Zamory stammte aus Neustadt an der Warthe. Am 2. Dezember 1942 wurde sie über Magdeburg ins Ghetto Theresienstadt deportiert, wo sie am 21. Mai 1943 den Tod fand. | Hier wohnte HEDWIG ZAMORY geb. Heldt Jg. 1869 deportiert 1942 Theresienstadt ermordet 1943                              |                                                                              |                             |
| Republikstraße 43 ·            | 25. Apr. 2012       | Ruth Zamory (1928–1943) Ruth Zamory wurde 1942 nach Theresienstadt deportiert und dort 1943 ermordet. Ihr genaues Todesdatum ist unbekannt. | Hier wohnte RUTH ZAMORY Jg. 1928 deportiert 1942 Theresienstadt ermordet 1943                                           |                                                                              |                             |
| Salzer Straße 8 ·              | 25. Apr. 2012       | Philipp Schmulewitz (1879–?) Philipp Schmulewitz wurde in Schönebeck geboren. Er wurde 1936 verhaftet und saß bis 1942 im Gefängnis von Coswig. Nach unterschiedlichen Angaben wurde er 1942 nach Auschwitz oder ins Ghetto Warschau deportiert. Sein genaues Todesdatum ist unbekannt. | Hier wohnte PHILIPP SCHMULEWITZ Jg. 1879 verhaftet 1936 deportiert 1942 ermordet im Ghetto Warschau                     | Stolperstein für Philipp Schmulewitz, Salzer Straße 15–17, Schönebeck (Elbe) |                             |
| Salzer Straße 8 ·              | 25. Apr. 2012       | Dorothea Waldbaum (?–?) Geburtsort und -datum von Dorothea Waldbaum sind unbekannt. Sie konnte 1939 zunächst nach China und später in die Vereinigten Staaten emigrieren. | Hier wohnte DORETHEA WALDBAUM Alter unbekannt Flucht 1939 China USA überlebt                                            | Stolperstein für Dorothea Waldbaum, Salzer Straße 15–17, Schönebeck (Elbe)   |                             |
| Salzer Straße 8 ·              | 25. Apr. 2012       | Otto Waldbaum (1896–?) Otto Waldbaum betrieb in Schönebeck ein Bekleidungsgeschäft. Er konnte 1939 zunächst nach China und später in die Vereinigten Staaten emigrieren. | Hier wohnte OTTO WALDBAUM Jg. 1896 Flucht 1939 China USA überlebt                                                       | Stolperstein für Otto Waldbaum, Salzer Straße 15–17, Schönebeck (Elbe)       |                             |
| Salzer Straße 12 ·             | 25. Apr. 2012       | Hans Landecker (1900–?) Hans Landecker konnte 1939 nach Südafrika emigrieren. | Hier wohnte HANS LANDECKER Jg. 1900 Flucht 1939 Südafrika überlebt                                                      | Stolperstein für Hans Landecker, Salzer Straße 12, Schönebeck (Elbe)         |                             |
| Salzer Straße 12 ·             | 25. Apr. 2012       | Kurt Landecker (1902–?) Kurt Landecker konnte 1939 nach Südafrika emigrieren. | Hier wohnte KURT LANDECKER Jg. 1902 Flucht 1939 Südafrika überlebt                                                      | Stolperstein für Kurt Landecker, Salzer Straße 12, Schönebeck (Elbe)         |                             |
| Salzer Straße 12 ·             | 25. Apr. 2012       | Louis Landecker (1866–?) Louis Landecker betrieb in Schönebeck ein Schuhgeschäft. Er konnte 1939 nach Südafrika emigrieren. | Hier wohnte LOUIS LANDECKER Jg. 1866 Flucht 1939 Südafrika überlebt                                                     | Stolperstein für Louis Landecker, Salzer Straße 12, Schönebeck (Elbe)        |                             |
| Salzer Straße 12 ·             | 25. Apr. 2012       | Rosa Landecker geb. Conin (1867–?) Rosa Landecker konnte 1939 nach Südafrika emigrieren. | Hier wohnte ROSA LANDECKER geb. Conin Jg. 1867 Flucht 1939 Südafrika überlebt                                           | Stolperstein für Rosa Landecker, Salzer Straße 12, Schönebeck (Elbe)         |                             |
| Salzer Straße 12 ·             | 25. Apr. 2012       | Rudi Landecker (1910–?) Rudi Landecker konnte 1939 nach Südafrika emigrieren. | Hier wohnte RUDI LANDECKER Jg. 1910 Flucht 1939 Südafrika überlebt                                                      | Stolperstein für Rudi Landecker, Salzer Straße 12, Schönebeck (Elbe)         |                             |
| Salzer Straße 15–17 ·          | 25. Apr. 2012       | Else Conitzer geb. Dessauer (1884–1942) Else Conitzer stammte aus Oschersleben. Sie wurde am 25. April 1942 ins KZ Ravensbrück deportiert und dort am 10. Juli 1942 ermordet. | Hier wohnte ELSE CONITZER geb. Dessauer Jg. 1884 verhaftet Ravensbrück ermordet 1942                                    | Stolperstein für Else Conitzer, Salzer Straße 15–17, Schönebeck (Elbe)       |                             |
| Salzer Straße 15–17 ·          | 25. Apr. 2012       | Heinz Günther Conitzer (1922–1942) Heinz Günther Conitzer wurde in Schönebeck geboren. Er war zeitweise in der Jacoby’schen Heil- und Pflegeanstalt in Sayn untergebracht. Nach unterschiedlichen Angaben wurde er 1942 in der Tötungsanstalt Bernburg oder in Sobibor ermordet. | Hier wohnte HEINZ CONITZER Jg. 1922 deportiert Sobibor ermordet 1942                                                    | Stolperstein für Heinz Conitzer, Salzer Straße 15–17, Schönebeck (Elbe)      |                             |
| Salzer Straße 15–17 ·          | 25. Apr. 2012       | Leo Conitzer (1872–1942) Leo Conitzer stammte aus Jeschewo. Er war zeitweise im KZ Buchenwald interniert. Am 29. August 1942 starb er in Magdeburg durch Polizeigewalt. | Hier wohnte LEO CONITZER Jg. 1872 tot 1942 ungeklärt Magdeburg                                                          | Stolperstein für Leo Conitzer, Salzer Straße 15–17, Schönebeck (Elbe)        |                             |
| Salzer Straße 15–17 ·          | 25. Apr. 2012       | Rudolf Conitzer (1903–1943) Rudolf Konitzer wurde 1943 nach Auschwitz deportiert und dort ermordet. Sein genaues Todesdatum ist unbekannt. | Hier wohnte RUDOLF CONITZER Jg. 1903 deportiert Auschwitz ermordet 1943                                                 | Stolperstein für Rudolf Conitzer, Salzer Straße 15–17, Schönebeck (Elbe)     |                             |
| Salzer Straße 22 ·             | 25. Apr. 2012       | Else Lübschütz geb. Marcus (1888–?) Else Lübschütz konnte 1940 zunächst nach China und später in die Vereinigten Staaten emigrieren. | Hier wohnte ELSE LÜBSCHÜTZ geb. Marcus Jg. 1888 Flucht 1940 China USA überlebt                                          |                                                                              |                             |
| Salzer Straße 22 ·             | 25. Apr. 2012       | Julius Lübschütz (1889–?) Julius Lübschütz war Mitinhaber der Firma Marcus & Co. Er konnte 1939 zunächst nach China und später in die Vereinigten Staaten emigrieren. | Hier wohnte JULIUS LÜBSCHÜTZ Jg. 1889 Flucht 1939 China USA überlebt                                                    |                                                                              |                             |
| Salzer Straße 22 ·             | 25. Apr. 2012       | Jutta Lübschütz verh. Urman (1927–?) Jutta Lübschütz konnte 1940 zunächst nach China und später in die Vereinigten Staaten emigrieren. | Hier wohnte JUTTA LÜBSCHÜTZ verh. Urman Jg. 1927 Flucht 1940 China USA überlebt                                         |                                                                              |                             |
| Salzer Straße 22 ·             | 25. Apr. 2012       | Ruth Lübschütz verh. Nathan (1922–?) Ruth Lübschütz wurde in Magdeburg geboren. Bei ihrer Heirat änderte sie ihren Nachnamen in Nathan. Sie wohnte zuletzt in Hamburg und wurde von dort aus mit ihrer Familie am 19. Juli 1942 ins Ghetto Theresienstadt deportiert. Sie hatte drei Kinder, von denen das dritte erst in Theresienstadt zur Welt kam. Am 6. Oktober 1944 wurde Ruth Nathan nach Auschwitz deportiert und dort ermordet.                                                                                             | Hier wohnte RUTH LÜBSCHÜTZ verh. Nathan Jg. 1922 deportiert 1942 Auschwitz ermordet 1944                                |                                                                              |                             |
| Salztor 6 ·                    | 25. Apr. 2012       | Hans Gessler (1922–?) Hans Gessler konnte 1937 ins Vereinigte Königreich emigrieren. | Hier wohnte HANS GESSLER Jg. 1922 Flucht 1937 England überlebt                                                          |                                                                              |                             |
| Salztor 6 ·                    | 25. Apr. 2012       | Ingeborg Gessler (1916–?) Ingeborg Gessler konnte 1937 ins Vereinigte Königreich emigrieren. | Hier wohnte INGEBORG GESSLER Jg. 1916 Flucht 1937 England überlebt                                                      |                                                                              |                             |
| Salztor 6 ·                    | 25. Apr. 2012       | Margarete Gessler geb. Simon (1883–1943) Margarete Gessler stammte aus Oschersleben. Sie wohnte zuletzt mit ihrem Mann in Berlin-Wilmersdorf. Von dort wurde sie am 2. März 1943 nach Auschwitz deportiert und dort ermordet. Ihr genaues Todesdatum ist unbekannt. | Hier wohnte MARGARETE GESSLER geb. Simon Jg. 1883 deportiert 1943 ermordet in Auschwitz                                 |                                                                              |                             |
| Salztor 6 ·                    | 25. Apr. 2012       | Oskar Gessler (1884–1942) Oskar Gessler stammte aus Liebenthal. Er wohnte zuletzt mit seiner Frau in Berlin-Wilmersdorf. Dort nahm er sich am 11. November 1942 selbst das Leben. | Hier wohnte OSKAR GESSLER Jg. 1884 gedemütigt/entrechtet Flucht in den Tod 1942                                         |                                                                              |                             |
| Steinstraße 6 ·                | 23. Apr. 2014       | Frida Marcuse geb. Rinkel (1878–ca. 1942) Frida Marcuse wurde in Magdeburg geboren. Am 14. April 1942 wurde sie ins Ghetto Warschau und von dort später nach Auschwitz deportiert. Ihr genaues Todesdatum ist unbekannt. | Hier wohnte FRIDA MARCUSE geb. Rinkel Jg. 1878 deportiert 1942 Ghetto Warschau 1942 Auschwitz ermordet                  |                                                                              |                             |